# Adlerfarn-Wurzelbohrer

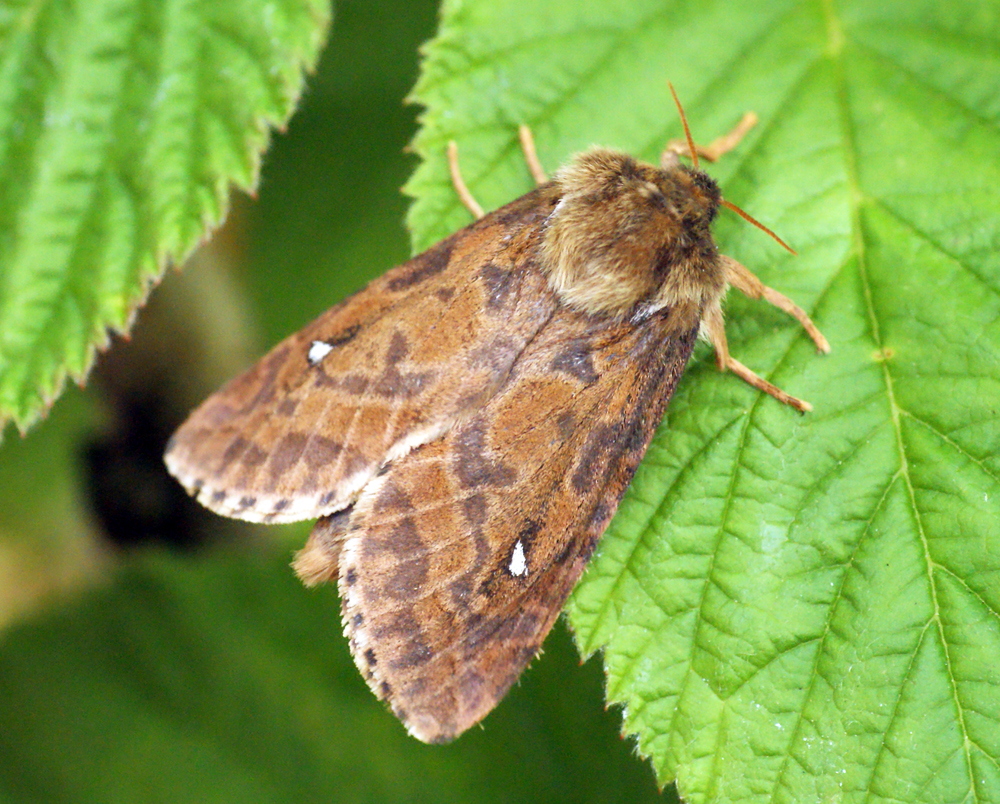
Gut erkennbar ist die Flügelzeichnung dieses Exemplars

Der Adlerfarn-Wurzelbohrer (Hepialus fusconebulosa, Syn. Pharmacis fusconebulosa) ist eine Art der Schmetterlinge, genauer der Wurzelbohrer, und lebt in Europa.

## Merkmale
Die Flügelspannweite beträgt 31–48 mm, wobei die Männchen etwas kleiner sind als die Weibchen. Der braune Falter weist ein helles geringeltes Fleckenmuster am Flügelrand auf. Das Muster der Vorderflügel ist sehr variabel. Während des Fluges hängen die Hinterbeine nach unten. Erwachsene Falter haben nur verkümmerte Mundwerkzeuge und können keine Nahrung mehr aufnehmen.
Die Raupen ähneln denen des Heidekraut-Wurzelbohrers.

## Verbreitung und Lebensraum
Die Art ist nachgewiesen für Mittel- und Nordeuropa. Neben Deutschland, Frankreich, Österreich, der Schweiz und dem Nordosten Spaniens werden vor allem Großbritannien, Irland, Dänemark, Schweden, Norwegen, Finnland, Estland, Lettland, Litauen und Teile des westlichen Russland besiedelt. Die kältetolerante Art kommt dabei auch nördlich des Polarkreises vor.
Häufig in feuchten, farnreichen Wäldern der Vorgebirge und Alpen. Daneben werden Kiefernwälder, Lichtungen, moorige Wiesen und Heiden besiedelt, überwiegend im Bergland oder in nördlichen Gebieten. Wie der Name schon vermuten lässt, ist die Art an Gebiete mit Adlerfarn gebunden.

## Lebensweise
Während des Fluges von Mai bis Anfang August locken die Männchen kurz vor der Dämmerung mit Sexuallockstoffen aus Drüsen der herabhängenden Hinterbeine Weibchen an. Nach der Begattung lassen diese die bis zu 500 Eier aus der Luft fallen. Die Larven leben versteckt in der Humusschicht an den Rhizomen von Farnen und überwintern in frostsicheren Zonen. Ihre Entwicklung dauert zwei bis drei Jahre und die Raupen überwintern dementsprechend mehrmals. Im Frühjahr nach der zweiten Überwinterung verpuppen sich die Raupen in der Erde. Die Falter sind dämmerungsaktiv. Die Raupen ernähren sich von den Wurzeln des Adlerfarns, der sich in jüngerer Zeit als Neophyt in vielen Gebieten zunehmend ausbreitet, aber fressen auch an Simsen, Kiefern und verschiedenen Kräutern. Schadwirkungen an verschiedenen Pflanzen wurden in der Vergangenheit bekannt, lassen sich aber schon seit längerem nicht mehr beobachten.

## Taxonomie
In der Literatur finden sich folgende Synonyme:
- Bombyx velleda Hübner, 1808
- Hepialus mappa Donovan, 1801
- Korscheltellus fusconebulosus De Geer, 1778